# Leonardo Duque
Leonardo Fabio Duque (* 10. April 1980 in Cali, Valle del Cauca) ist ein ehemaliger kolumbianisch-französischer Radrennfahrer. Er wurde als Kolumbianer geboren und erwarb im Juli 2015 auch die französische Staatsbürgerschaft.  2016 startete er mit französischer Lizenz.

## Karriere
Duque wurde 2003 auf der Bahn dreimaliger kolumbianischer Meister – im Madison, Punktefahren und Scratch. Im Jahr 2008 gewann er den Bahnrad-Weltcup-Lauf in Cali das Punktefahren.
Nachdem er auf der Straße 2003 zwei Etappen der Vuelta a Guatemala und damit seine ersten internationalen Wettbewerbe gewonnen hatte, erhielt er 2004 seinen ersten Vertrag bei einem internationalen Radsportteam, dem belgischen Jartazi Granville Team, bei dem er bis Ende 2005 blieb. Im Herbst 2004 fuhr er daneben für Chocolade Jacques-Wincor Nixdorf als Stagiaire. Er gewann 2005 eine Etappe der Tour de l’Ain und das Eintagesrennen Druivenkoers gewann.
Von 2006 bis 2012 fuhr er bei dem ProTeam Cofidis und gewann bei der Tour du Limousin 2006 die Gesamtwertung. Seinen größten Erfolg erzielte er auf der 16. Etappe der Vuelta a España 2007 als Sprintsieger einer dreiköpfigen Ausreißergruppe. Anschließend folgten noch Siege bei einer Etappe der Mittelmeer-Rundfahrt 2008 und beim Grand Prix Cholet-Pays de la Loire.
2013 wechselte zum kolumbianischen Team Colombia. Im gleich Jahr feierte Duque noch Erfolge bei GP Beghelli und einen Etappensieg bei Tour de l’Ain. 2014 gewann er die Sprintwertung der Trentino-Rundfahrt.
2016 wechselte er zu Delko Marseille Provence KTM. Im November 2016 siegte er auf der letzten Etappe des chinesischen Etappenrennens und damit die Gesamtwertung der Tour of Taihu Lake. Anschließend gab er seinen Rücktritt aktiven Radsport zum Saisonende bekannt.

## Erfolge
| 2003 - Kolumbianischer Meister – Punktefahren - Kolumbianischer Meister – Madison (mit Jhon Durango) - Kolumbianischer Meister – Scratch - zwei Etappen Vuelta a Guatemala 2004 - Grand Prix de la ville de Pérenchies - eine Etappe Vuelta a Colombia 2005 - eine Etappe Tour de l’Ain - Druivenkoers 2006 - Gesamtwertung Tour du Limousin | 2007 - eine Etappe Vuelta a España 2008 - eine Etappe Mittelmeer-Rundfahrt - Weltcup in Cali – Punktefahren 2010 - Grand Prix Cholet-Pays de la Loire 2013 - eine Etappe Tour de l’Ain - GP Beghelli 2016 - Gesamtwertung und eine Etappe Tour of Taihu Lake |

## Teams
- 2004 Jartazi Granville Team
- 2005 Jartazi Granville
- 2006 Cofidis-Le Crédit par Téléphone
- 2007 Cofidis-Le Crédit par Téléphone
- 2008 Cofidis-Le Crédit par Téléphone
- 2009 Cofidis, le Crédit en Ligne
- 2010 Cofidis, le Crédit en Ligne
- 2011 Cofidis, le Crédit en Ligne
- 2012 Cofidis, le Crédit en Ligne
- 2013 Colombia
- 2014 Colombia
- 2015 Colombia
- 2016 Delko Marseille Provence KTM

## Grand-Tour-Platzierungen
| Grand Tour            | 2006 | 2007 | 2008 | 2009 | 2010 | 2011 | 2012 | 2013 | 2014 | 2015 | 2016 |
| --------------------- | ---- | ---- | ---- | ---- | ---- | ---- | ---- | ---- | ---- | ---- | ---- |
| Giro d’ItaliaGiro     | 47   | 47   | –    | –    | 63   | –    | –    | 79   | 78   | –    | –    |
| Tour de FranceTour    | –    | –    | 53   | 94   | –    | 121  | –    | –    | –    | –    | –    |
| Vuelta a EspañaVuelta | 80   | 53   | 67   | 32   | –    | –    | 80   | –    | –    | 60   | –    |